# Marathon masculin aux championnats du monde d'athlétisme 1997
Navigation
Göteborg 1995 Séville 1999
L'épreuve du marathon masculin des championnats du monde d'athlétisme 1997 s'est déroulée le 10 août 1997 dans les rues  d'Athènes, en Grèce, avec une arrivée au Stade olympique. Elle est remportée par l'Espagnol Abel Antón.

## Résultats
| Rang               | Athlète                 | Pays                             | Temps           | Notes |
| ------------------ | ----------------------- | -------------------------------- | --------------- | ----- |
| Médaille d'or      | Abel Antón              | Espagne                          | 2 h 13 min 16 s |       |
| Médaille d'argent  | Martín Fiz              | Espagne                          | 2 h 13 min 21 s |       |
| Médaille de bronze | Steve Moneghetti        | Australie                        | 2 h 14 min 16 s |       |
| 4                  | Danilo Goffi            | Italie                           | 2 h 14 min 47 s |       |
| 5                  | Luíz Antônio dos Santos | Brésil                           | 2 h 15 min 31 s |       |
| 6                  | Fabián Roncero          | Espagne                          | 2 h 16 min 53 s |       |
| 7                  | Giacomo Leone           | Italie                           | 2 h 17 min 16 s |       |
| 8                  | Azzedine Sakhri         | Algérie                          | 2 h 17 min 44 s |       |
| 9                  | Eduard Tukhbatullin     | Russie                           | 2 h 17 min 44 s |       |
| 10                 | Antonio Rodrigues       | Portugal                         | 2 h 17 min 54 s |       |
| 11                 | Philippe Rémond         | France                           | 2 h 18 min 19 s |       |
| 12                 | Xolile Yawa             | Afrique du Sud                   | 2 h 18 min 37 s |       |
| 13                 | Dave Scudamore          | États-Unis                       | 2 h 18 min 41 s |       |
| 14                 | Willy Kalombo Mwenze    | République démocratique du Congo | 2 h 19 min 18 s |       |
| 15                 | José Manuel García      | Espagne                          | 2 h 19 min 31 s |       |
| 16                 | Bruce Deacon            | Canada                           | 2 h 20 min 29 s |       |
| 17                 | Dave Buzza              | Royaume-Uni                      | 2 h 20 min 34 s |       |
| 18                 | José Luis Molina        | Costa Rica                       | 2 h 20 min 55 s |       |
| 19                 | Nikolaos Pollias        | Grèce                            | 2 h 21 min 03 s |       |
| 20                 | Mostafa El Damaoui      | Maroc                            | 2 h 21 min 05 s |       |

## Légende
Records et Performances
- AR : Record continental (area record)
- CR : Record des championnats (championship record)
- MR : Record du meeting (meet record)
- NR : Record national (national record)
- OR : Record olympique (olympic record)
- PR : Record paralympique (paralympic record)
- PB : Record personnel (personal best)
- SB : Meilleure performance personnelle de la saison (season's best)
- WL : Meilleure performance mondiale de l'année (world leader)
- WJR : Record du monde junior (world junior record)
- WR : Record du monde (world record)

Circonstances et Conditions
- DNF : N'a pas terminé (did not finish)
- DNS : N'a pas pris le départ (did not start)
- DQ : Disqualification (disqualification)
- NM : Aucun essai valable enregistré (No Mark)
- Q : Qualifié « directement » au prochain tour (ou à la prochaine compétition), lors d'une compétition majeure, grâce au classement ou à la réalisation des minima (automatic qualifier)
- q : Qualifié au prochain tour (ou à la prochaine compétition), lors d'une compétition majeure, grâce au repêchage ou à la réalisation de l'une des meilleures performances parmi celles des « non qualifiés directement » (grâce au meilleur temps ou à la meilleure distance par exemple) (secondary qualifier)